# Hans von Bartels
Hans von Bartels (né le 25 décembre 1856 à Hambourg, mort le 5 octobre 1913 à Munich) était un peintre allemand qui travailla beaucoup aux Pays-Bas. Il réalisait avant tout des aquarelles et son thème de prédilection était la vie des pêcheurs.

## Biographie
Il reçoit en 1900 une médaille d'argent au Salon des artistes français.

## Quelques-unes de ses œuvres

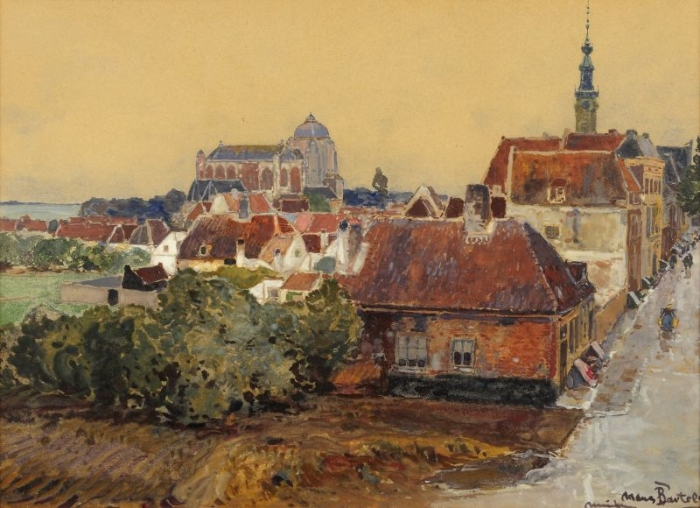
Vue de Veere, 1897.
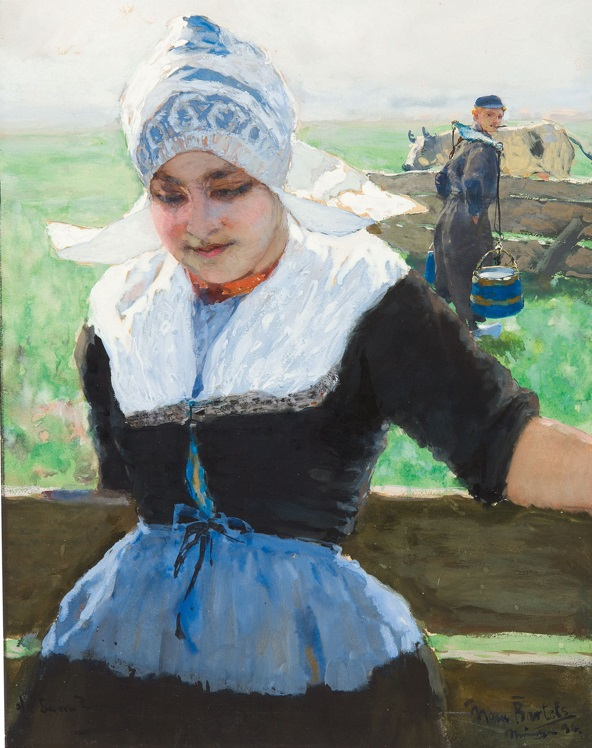
Steentje Tuip (Volendam), 1894
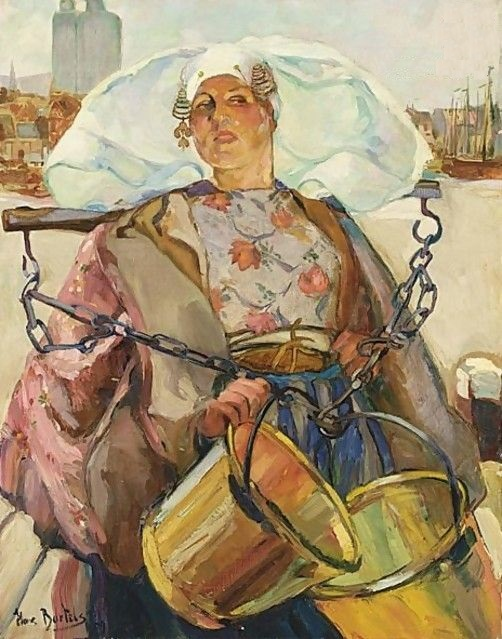
Pêcheuse de Rijsoord, vers 1895
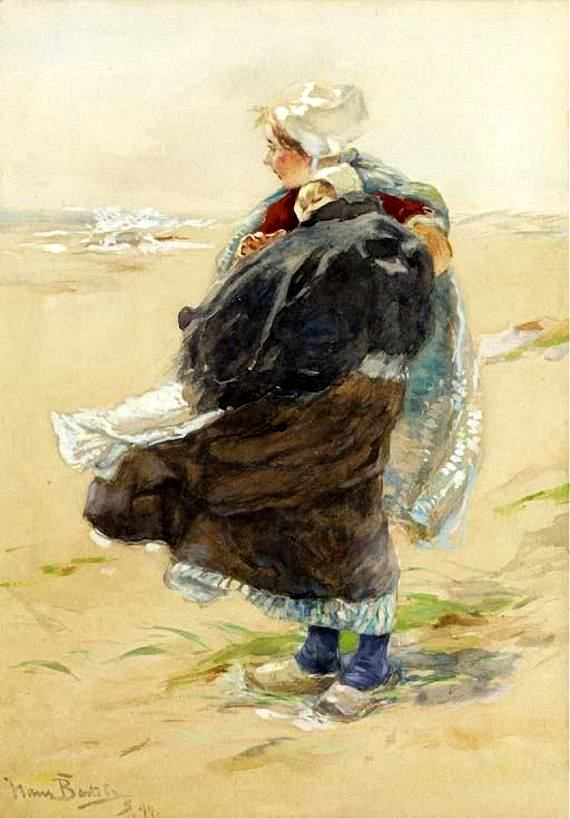
Jour venteux sur la plage de Scheveningen, vers 1900
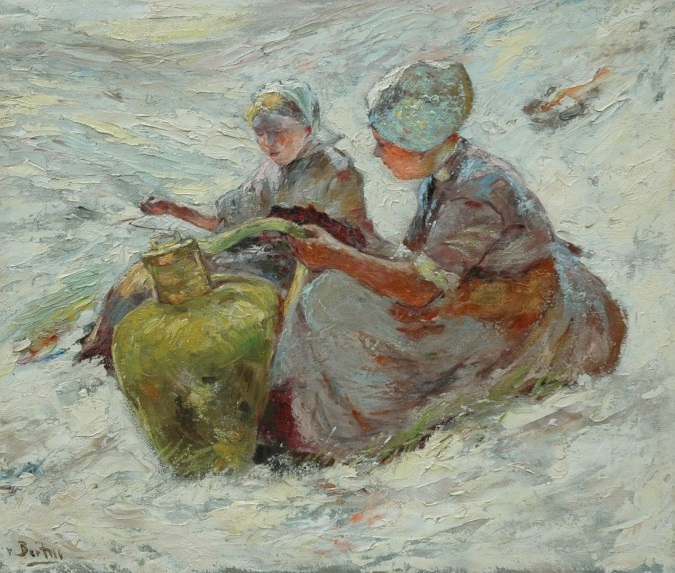
Deux femmes de pêcheurs dans les dunes, vers 1900